# Éric Garcin
Éric Garcin (* 6. Dezember 1965 in Avignon) ist ein ehemaliger französischer Fußballspieler und heutiger -trainer.

## Karriere

### Spieler
In seiner Jugend spielte er erst von 1974 bis 1978 beim SC Montfavet, dann von 1978 bis 1982 beim MJC Avignon sowie dann noch einmal von 1982 bis 1985 bei Olympique Avignonnais, wo er auch Teil der ersten Mannschaft war. Zur Saison 1985/86 wechselte zum FC Toulouse, wo er aber eigentlich nur für die B-Mannschaft vorgesehen war. Trotzdem kam er auch einmal für die Erste zum Einsatz. In der Saison 1987/88 begann  seine Zeit bei Olympique Nîmes, mit welchen er später auch in die Ligue 1 aufstieg.
Danach kehrte er zur Saison 1993/94 mit seinem Wechsel zu Le Mans UC 72 wieder in die Zweitklassigkeit zurück und nahm so an der Premierenspielzeit der Ligue 2 teil. Für den Zeitraum der Saison 1996/97 kehrte er noch einmal zum FC Toulouse zurück, wo er diesmal zum Stammspieler wurde. Nach dieser Spielzeit verließ er sein Heimatland erstmals und schloss sich in Schottland dem FC Motherwell an. Eine weitere Spielrunde später wechselte er nochmal weiter zum FC Dundee, kam hier aber kaum zum Einsatz. So kehrte er Anfang 1999 wieder nach Frankreich zurück, wo er nach einem halben Jahr bei Le Mans seine Karriere beendete.

### Trainer
Direkt nach dem Ende seiner Karriere als Spieler, fing er als Co-Trainer bei der US Le Pontet Avignon 84 an. Nach einer Saison hier, hörte er dort wieder auf. Seine nächste bekannte Station war im Jahr 2001 eine kurze Station bei Grenoble Foot, wo er zum Start der Saison 2001/02 erst Co-Trainer unter Marc Westerloppe war und im November nochmal für zwei Partien, als Interimstrainer einspringen musste. Danach kehrte er auf seinen Posten als Co-Trainer zurück und assistierte weiter einer Vielzahl verschiedener Trainer bis zum Ende der Spielzeit 2004/05. Unter gleicher Position zog er hiernach zu Stade Reims weiter.
Seinen ersten Job als Cheftrainer hatte er ab der Spielzeit 2006/07 beim FC Rouen, wo er bis März 2012 im Amt verblieb. Ein paar Monate später trat er im Dezember 2012 wieder seine Rolle als Co-Trainer an. Diesmal war er aber in der Volksrepublik China beim Shenzhen FC unter Cheftrainer Philippe Troussier dabei. Nach einem Jahr endete seine Zeit schon wieder. Dann war er zurück in Frankreich von Mai 2014 bis Sommer 2015 noch beim FC Lorient als Co-Trainer im Stab von Sylvain Ripoll aktiv.
Danach wandte er sich dem Frauenfußball zu. Dort ist er nun seit November 2020 im Trainerteam der marokkanischen Nationalmannschaft.